# Соасон
Соасон (фр. Soissons) град је у Француској, у департману Ен. Смештен је на реци Ен, око 100 km североисточно од Париза. Представља један од најстаријих градова у Француској и претпоставља се да је био главни град древног народа Суесиона по којима је добио име. Познат је и као седиште римокатоличке бискупије основане око године 300. као и краткотрајне Краљевине Соасон (461-486).
По подацима из 1999. године број становника у месту је био 29.453.

## Демографија
| 1962.  | 1968.  | 1975.  | 1982.  | 1990.  | 1999.  | 2011.  |
| ------ | ------ | ------ | ------ | ------ | ------ | ------ |
| 23.150 | 25.890 | 30.009 | 30.213 | 29.829 | 29.439 | 28.551 |

## Партнерски градови
- Штатхаген
- Кампулунг
- Banamba
- Berkane
- Ајзенберг
- Tibouamouchine
- Луивил